# 양애근
양애근(중국어: 楊愛瑾, 병음: Yang Aijin, 1985년 2월 14일 ~ )은 홍콩의 가수, 배우이다. 영어명은 미키 영(Miki Yeung)이다.